# Джуматаев, Нурмахамбет
Нурмахамбет Джуматаев (1919, Ташкентский уезд, Сырдарьинская область, Туркестанская АССР — неизвестно, Келесский район, Чимкентская область, Казахская ССР) — бригадир комплексной бригады Абайской передвижной механизированной колонны № 2506 треста «Чимкентсельстрой» Министерства сельского строительства Казахской ССР, Келесский район, Чимкентская область. Герой Социалистического Труда (1971).

## Биография
Родился в 1919 году в крестьянской семье в одном из сельских населённых пунктов Ташкентского уезда (на территории современного Келесского района). С 1932 года трудился рядовым колхозником в колхозе «Жолбасши» Келесского района до призыва на срочную службу в 1940 году в Красную Армию. С 1941 года участвовал в Великой Отечественной войне. Воевал в составе 2-го Украинского фронта. Войну окончил в Берлине. После демобилизации в Казахстан, где с 1947 по 1958 года трудился рабочим строительного отдела каракулеводческого совхоза «Сырдарья» Сарыагачского района.
С 1959 по 1966 года — рабочий строительного управления № 1 Южно-Казахстанской области. За выдающиеся достижения по итогам работы в годы Семилетки (1959—1965) награждён Орденом Ленина.
С 1966 года — бригадир комплексной бригады Абайской передвижной механизированной колонны № 2506 (ПМК-2506) строительного треста «Чимкентсельстрой». С 1967 года член КПСС.
Бригада под его руководством досрочно выполнила коллективное социалистическое обязательство и плановые задания Восьмой пятилетки (1966—1970) на 118 %. Указом Президиума Верховного Совета СССР от 7 мая 1971 года удостоен звания Героя Социалистического Труда за «выдающиеся производственные успехи в выполнении заданий пятилетнего плана» с вручением ордена Ленина и золотой медали «Серп и Молот» (№ 15496).
После выхода на пенсию продолжал трудиться наставником молодых рабочих механизированной колонны № 2506. С 1979 года — персональный пенсионер союзного значения. Проживал в Келесском районе. Дата смерти не установлена (после марта 1985 года).
Награды
- Герой Социалистического Труда
- Орден Ленина — дважды (11.08.1966; 1971)
- Орден Отечественной войны 2 степени (11.03.1985)